# Gérard Rameix
Gérard Rameix, né le 28 janvier 1952 à Paris, est un haut fonctionnaire français. Il est président de l'Autorité des marchés financiers de 2012 à 2017.

## Biographie
Gérard Rameix, diplômé d’études supérieures de droit public et de l’Institut d’études politiques de Paris, est un ancien élève de l’École nationale d'administration (ENA) dans la promotion Mendès-France. Il commence sa carrière à la Cour des comptes comme auditeur en 1978 puis conseiller référendaire en 1982. Détaché en qualité de chargé de bureau à la direction du budget du ministère des Finances, Gérard Rameix réintègre la Cour des comptes en 1984, puis est nommé conseiller technique au cabinet du Premier ministre de 1986 à 1988. Directeur des affaires industrielles (1989) puis des opérations financières et des investissements (1990) à la société Hottinguer Finances, il devient président de la société Finindex en 1990. 
En 1993, Gérard Rameix est nommé directeur de la Caisse nationale d'assurance maladie puis devient, en 1997, directeur adjoint du cabinet du Premier ministre Lionel Jospin. Directeur général de la Commission des opérations de bourse en 1997, il est nommé secrétaire général de l'Autorité des marchés financiers à sa création en 2003, poste qu'il occupera jusqu'en 2009, avant de devenir Médiateur du crédit aux entreprises. Il est président de l’AMF d'août 2012 à juillet 2017,. 
En 2019, il est nommé Président du haut comité juridique de la place financière de Paris.

## Distinctions
- Officier de la Légion d'honneur le 14 avril 2017 (chevalier du 19 décembre 2001)[4]